# 愛麗絲與鮑伯

使用爱丽丝和鲍伯解释对称密钥加密通信

愛麗絲（英語：Alice）與鮑伯是廣泛地代入密碼學和物理學領域的通用角色。除了愛麗絲和鮑伯，還有其他相關角色。這些名稱是為了方便說明議題，類似「甲想傳送訊息給乙」。在密碼學和電腦安全中，存在很多這一系列的慣用角色名稱，通常是用作代表一些領域。而在典型的協議執行中，這些人物不一定是一個「人類」，而可能是一個可信賴的自動式代理人（如電腦程序）。使用這些名稱有助說明的結構，有時也會用作幽默。

## 人物列表

一個以愛麗絲和鮑伯解釋非對稱密鑰加密的例子

以下列表出自布魯斯·施奈爾所著的《應用密碼學》（Applied Cryptography）。愛麗絲和鮑伯在密碼學中是最基本的兩位代用人物，其次是伊夫（Eve）。頭一個英文字母越接近z，該角色的使用率相對上也越低。該些名稱由出版於1977年4月4日，於同年9月1日修訂的《取得數碼簽署及公鑰的密碼系統的方法》（A Method for Obtaining Digital Signatures and Public-Key Cryptosystems）中開始使用。在1978年，羅納爾多·里弗斯特（Ron Rivest）使用於一篇文章《ACM的通訊》（Communications of the ACM），解釋RSA加密演算法。里弗斯特否認這些名稱和1969年的電影《鮑伯、卡羅爾、特德、愛麗絲》（Bob & Carol & Ted & Alice）有關，而是有其他人偶然提議。
| 中文名稱              | 英文名稱                  | 涵義 |
| --------------------- | ------------------------- | --- |
| 愛麗絲、鮑伯          | Alice and Bob             | 大部分情況下，愛麗絲希望把一則訊息或密鑰傳送給鮑伯。                                                                                      |
| 卡羅爾／卡羅斯／查理  | Carol, Carlos or Charlie  | 通訊中的第三位參加者。 |
| 戴夫                  | Dave                      | 通訊中的第四位參加者。 |
| 伊夫                  | Eve or Yves               | 偷聽者（eavesdropper），但行為通常是被動的。她擁有偷聽的技術，但不會中途篡改傳送的訊息。在量子密碼學中，伊夫也可以指環境（environment）。 |
| 艾薩克                | Isaac                     | 網際網路服務供應商（ISP）。 |
| 伊凡                  | Ivan                      | 發行人，使用於商業密碼學中。 |
| 賈斯汀                | Justin                    | 司法（justice）機關。 |
| 馬洛里／馬文／ 馬利特 | Mallory, Marvin or Mallet | 惡意攻擊者（malicious attacker）。與伊夫不同的是，馬洛里會篡改傳送的訊息。對付馬洛里所需的信息安全技術比對伊夫的高出很多。                |
| 馬提爾達              | Matilda                   | 商人（merchant），用於電子商務。 |
| 奧斯卡                | Oscar                     | 敵人，通常與馬洛里一樣。 |
| 佩吉／ 帕特           | Peggy or Pat              | 證明者（prover）。與維克托一同證實一項事件是否有實際進行，多使用於零知識證明。                                                            |
| 普特                  | Plod or Officer Plod      | 執法官員。名稱來自伊妮·布來敦所著的兒童文學《諾弟》（Noddy）中的角色「普特先生」。                                                        |
| 史蒂夫                | Steve                     | 代指隱寫術（steganography）。 |
| 特倫特                | Trent                     | 可信賴的仲裁人（trusted arbitrator），中立的第三者，根據存在的協議而進行判斷。                                                            |
| 特魯迪                | Trudy                     | 侵入者（intruder），等同馬洛里。 |
| 維克托                | Victor                    | 驗證者（verifier）。與佩吉一同證實一項事件是否有實際進行，多使用於零知識證明。                                                            |
| 沃爾特                | Walter                    | 看守人（warden）。根據已存在的協議而保護愛麗絲和鮑伯。                                                                                    |
| 佐伊                  | Zoe                       | 通常是一個安全協定中的最後一位參與者。 |

### 引用
1. ↑  .NET Framework 開發人員手冊 - 密碼編譯概觀（譯名例子之一）

## 外部連結
- 取得數碼簽署及公鑰的密碼系統的方法（A Method for Obtaining Digital Signatures and Public-Key Cryptosystems） （页面存档备份，存于）
- 愛麗絲與鮑伯飯後講辭 （页面存档备份，存于）